# Yicong
Aisin Gioro Yicong (奕誴), prince Dun, né le 23 juillet 1831 et mort le 18 février 1889, est un prince mandchou de la dynastie Qing. Il est le fils de l'empereur Daoguang. Il est connu pour sa résidence du jardin de Qinghua, à l'emplacement actuel de l'université de Qinghua.

## Biographie
Yicong est le cinquième fils de l'empereur Daoguang. Sa mère est Niohuru Xiang. Il est adopté par son oncle Miankai. Ce dernier n'ayant aucun héritier qui lui survit, Yicong hérite de son titre de prince Dun de premier rang à sa mort en 1839.
Alors que la seconde guerre de l'opium fait rage et que les troupes occidentales avancent inexorablement en direction de Pékin, la cour impériale s'enfuit au palais de Jehol, au nord de Pékin afin d'éviter que la famille impériale ne tombe entre les mains des occidentaux. Son frère l'empereur Xianfeng meurt en 1861 sans revoir la Cité interdite. Plusieurs membres de la famille impériale sont alors à Chengde, ce qui permet à l'impératrice Cixi restée à Pékin de s'emparer du sceau impérial et de prendre le pouvoir, évinçant les huit régents nommé par le défunt empereur[réf. nécessaire].
Yicong meurt le 18 février 1889, pendant le règne de son neveu Guangxu. Son petit-fils Yuyan est un prétendant au trône de Chine après la mort de Puyi.